# Spodnji Boč
Spodnji Boč je naselje v Občini Selnica ob Dravi.